# Dolganen

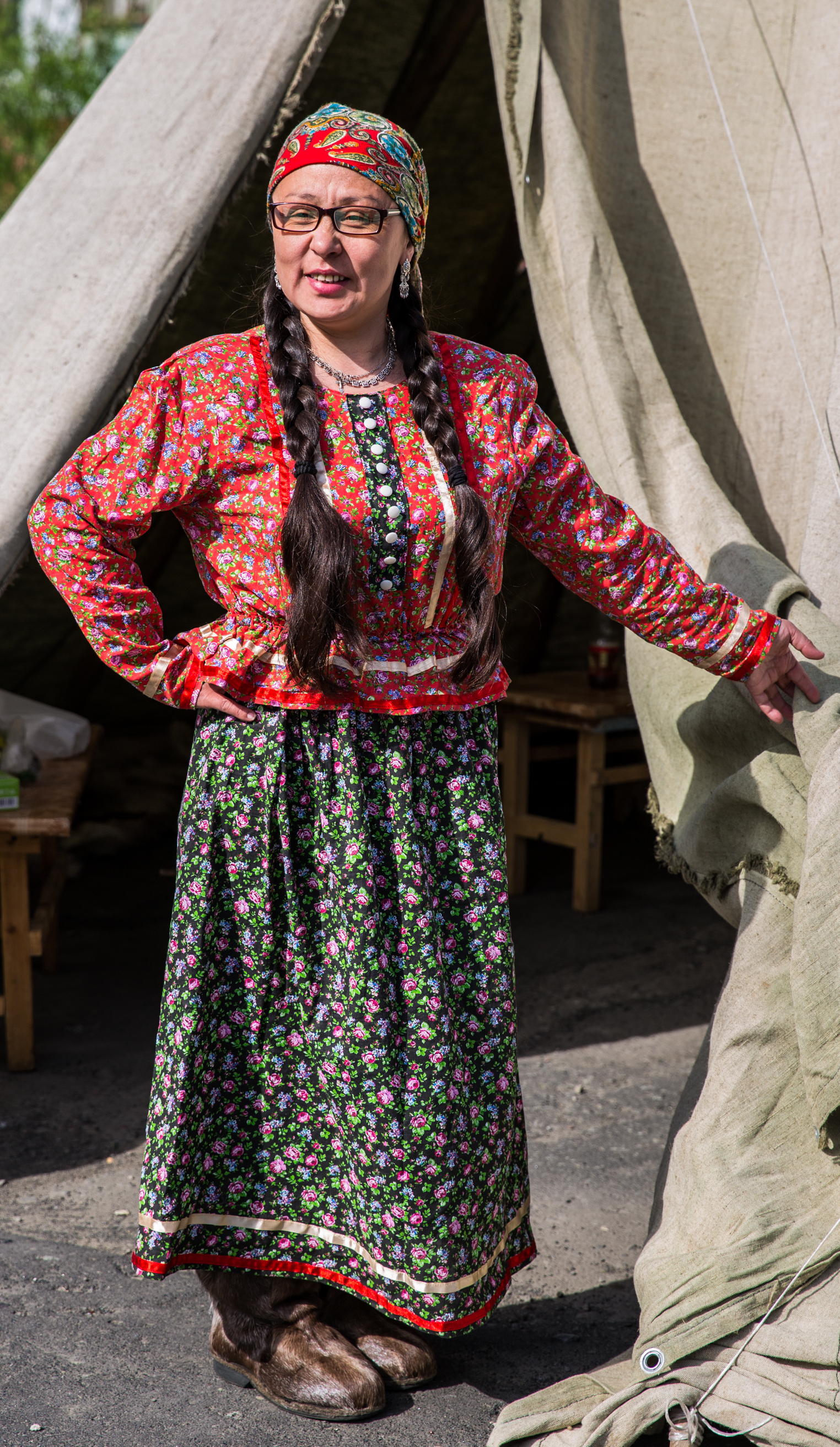
Dolganin in Dudinka

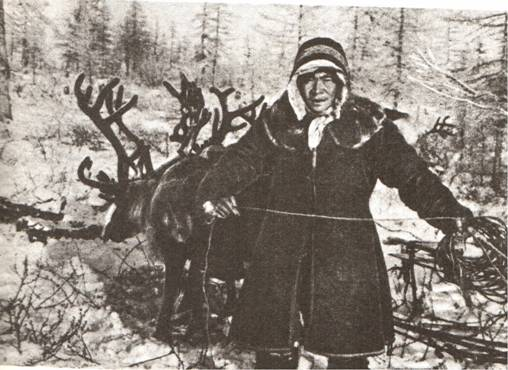
Ein Dolgane

Das Volk der Dolganen (dolgan. Долган/Dolgan, Тыа-кихи/Tya-kichi, Саха/Sacha; russ. Долганы/Dolgany) ist ein turksprachiges indigenes Volk des Russischen Nordens.
Die dolganische Sprache gehört zur nördlichen Gruppe der Turksprachen und ist eng mit der jakutischen Sprache verwandt. Bei der Volkszählung von 2002 bekannten sich 7.261 Personen als Dolganen, davon lebten 5.517 im Autonomen Kreis Taimyr.
Traditionell sind die Dolganen überwiegend Jäger, Fischer und Rentierhalter, die von Subsistenzwirtschaft und ergänzendem Pelzhandel leben. Während der Epoche der Sowjetunion wurden die meisten von ihnen zwangsweise sesshaft gemacht und waren der Zwangskollektivierung unterworfen.
Die über viele Jahrhunderte währende russische Einflussnahme auf die Dolganen und andere kleine Völker Sibiriens hat kulturell zu einer weitgehenden Russifizierung geführt. Demgegenüber hat jedoch bereits die Sowjetunion 1989 weitreichende Maßnahmen beschlossen, um diesen Prozess zu stoppen beziehungsweise umzukehren: So wurden muttersprachliche Schulklassen mit Ogdo Aksjonowas Fibel eingerichtet, um die Sprache zu erhalten. Lehrprogramme für Rentierhaltung, Jagd und Pelztierzucht wurden eingeleitet. Diese Gesetze wurden nach dem Zusammenbruch der Sowjetunion vom russischen Staat im Dezember 1991 übernommen. Seither hat sich die Retraditionalisierung der wildbeuterischen Lebensweise im Rahmen einer wieder zunehmenden Isolation der Dolganen verstärkt; die vorrangige Proteinquelle ist wieder Wild und Fisch.

## Religion
Der sogenannte „klassische Schamanismus“ war die ethnische Religion der Dolganen. Der Ethnologe Klaus E. Müller spricht hier von „Elementarschamanismus“ und meint damit jene Formen, die sich weitgehend ohne fremde Einflüsse entwickelt haben. Die Dolganen hatten eine ausgeprägte Vogelsymbolik (Himmelsreise) und glaubten an neun Himmel. Wirtgeister wohnten in Steinen, Bäumen oder von Menschen hergestellten Dingen und wirkten als Schutz- und Hilfsgeister.
Im neunzehnten Jahrhundert akzeptierten sie das russisch orthodoxe Christentum. Die letzten Schamanen fielen  in den 1930er Jahren der Verfolgung durch das sowjetische Regime zum Opfer.  Obwohl sich die heutigen Dolganen zum Christentum bekennen und etwa Ikonen in ihren Häusern aufstellen, ist davon auszugehen, dass sich in den Dörfern fernab der nächsten Kirche etliche animistisch-schamanistische Überzeugungen erhalten haben, so dass eine typisch sibirisch-synkretistische Mischreligionen vorliegt.